# Средњоевропско летње време
| светло плава  | Западноевропско време, Гриничко средње време ()                                     |
| плава         | Западноевропско време, Гриничко средње време (UTC+0) Западноевропско летње време () |
| розе          | Средњоевропско време, Западноафричко време ()                                       |
| црвена        | Средњоевропско време () Средњоевропско летње време ()                               |
| жута          | Калињинградско време ()                                                             |
| златна        | Источноевропско време () Источноевропско летње време ()                             |
| светло зелена | Further-eastern European Time, Московско време, Турско време ()                     |

Средњоевропско летње време (енгл. Central European Summer Time – CEST) је назив за UTC+2 временску зону. Користи се за време лета у већини европских земаља. За време зиме се користи средњоевропско време (енгл. Central European Time – CET) (UTC+1). 

## Коришћење
Земље и територије које користе средњоевропско летње време време између 1:00 UTC задње недеље у марту до 1:00 UTC задње недеље у октобру:
- Албанија
- Андора
- Аустрија
- Белгија
- Босна и Херцеговина
- Ватикан
- Гибралтар
- Данска
- Италија
- Лихтенштајн
- Луксембург
- Македонија
- Малта
- Мађарска
- Монако
- Норвешка
- Немачка
- Пољска
- Сан Марино
- Словенија
- Словачка
- Србија
- Холандија
- Хрватска
- Француска
- Чешка
- Црна Гора
- Шпанија (без Канарских острва)
- Швајцарска
- Шведска